# Cyrba legendrei
Cyrba legendrei là một loài nhện trong họ Salticidae.
Loài này thuộc chi Cyrba. Cyrba legendrei được Fred R. Wanless miêu tả năm 1984.